# Umberto Leanza
Umberto Leanza (Napoli, 2 maggio 1933 – Roma, 7 giugno 2022) è stato un giurista italiano.

## Biografia
Allievo di Rolando Quadri. Dal 1981 è stato professore ordinario di diritto internazionale presso la facoltà di giurisprudenza dell'Università degli studi di Roma Tor Vergata. È stato Capo del Contenzioso Diplomatico, Trattati e Affari legislativi, del Ministero degli Esteri. È stato Presidente del comitato scientifico della Società Italiana per la Protezione dei Beni Culturali (SIPBC) e Presidente della Società Italiana di Diritto Internazionale. È stato infine Presidente onorario dell'Istituto di Studi Europei Alcide de Gasperi.
Nel 2008 la facoltà di giurisprudenza dell'Università degli studi di Roma Tor Vergata gli dedicò, in tre volumi, gli Studi in onore di Umberto Leanza, con vari contributi di molti degli allievi formatisi sotto il suo insegnamento e di amici giuristi.

## Opere
Tra la sua vasta produzione scientifica figurano le monografie Intorno agli effetti della guerra sui trattati (1957), Fenomeni di contiguità aerea nel diritto internazionale (1961), Legittima difesa, autopreservazione e stato di necessità in diritto internazionale (1963), Il procedimento di controllo in materia di aiuti e l'art 93 del Trattato CEE (1964), Sulla situazione delle navi private nel diritto internazionale (1965), Problemi giuridici della navigazione nucleare: la responsabilità dell'armatore (1965), Saggi di diritto internazionale della navigazione (1979), Saggi di diritto delle comunità europee (1981), Nuovi saggi di diritto del mare (1988), Il nuovo diritto del mare e la sua applicazione nel Mediterraneo(1993), Storia e diritto nelle relazioni internazionali della Repubblica di San Marino (2004, 2 voll.). I beni culturali tra realtà locale e globalizzazione (Edizioni Nagard, 2008).